# タナシス・ヴェンゴス
タナシス・ヴェンゴス(Thanassis Vengos、Θανάσης Βέγγος、1926年5月29日 - 2011年5月3日）は、ギリシャの俳優、映画監督、コメディアン。ピレウス県ピレウス出身。

## 主な出演作品
- ユリシーズの瞳 To Vlemma Tou Odyssea （1995年）